# Crna Guja
Crna Guja (eng. Blackadder) je BBC-jeva humoristična serija u četiri sezone i više zasebnih epizoda govori o životu Edmunda Crne Guje. Svaka se sezona bavi drugim povijesnim razdobljem i shodno tomu i drugom Crnom Gujom koji je uvijek reinkarnacija onoga prijašnjega. U svakoj inkarnaciji Rowan Atkinson glumi glavni lik, Crnu Guju. Uz njega još se samo njegov ne prepametni pratitelj Baldrick pojavljuje u sve četiri sezone, a glumi ga Tony Robinson. Svaka od četiri sezone ima svoju osobitu kvalitetu, a istodobno se uklapa u cjelinu. I drugi se glumci pojavljuju tijekom cijele serije, ali ne glume uvijek isti lik.

## Sezone

### 1. sezona: Crna Guja
Serija počinje 1485. godine dok Engleskom vlada Rikard III. i završava 1498. vladavinom kralja Rikarda IV. Serija prati događaje vezane uz njegova drugoga sina Edmunda Crnu Guju, vojvodu od Edinburgha, koji je na kraju razriješen svih dužnosti.

### 2. sezona: Crna Guja II.
Druga sezona Crne Guje smještena je u doba kraljice Elizabete I. Kraljica je prikazana kao ekscentrična vladarica sklona čudnim snovima koji uključuju konje. Crna Guja u ovoj je sezoni jedan od najbližih kraljičinih prijatelja. U ovoj se sezoni već prepoznaje specifičan humor tipičan za ovu popularnu seriju.
Uz Crnu Guju pojavljuje se i Baldrick, kao jedini lik koji se konstantno pojavljuje u sve četiri sezone.

### 3. sezona: Crna Guja Treći
U ovoj je sezoni Crna Guja batler princa Georgea u vrijeme vladavine kralja Georgea III. Princ George čovjek je s mnogo čarapa. Ima čak 432.507 pari, a Crna Guja tvrdi da ne poznaje nikoga s manjim mozgom od njegova. Ovo je jedina sezona u kojoj Crna Guja ne umire na kraju.

### 4. sezona: Crna Guja stupa naprijed
Četvrta sezona ove popularne serije smještena je u razdoblje Prvoga svjetskog rata. Crna Guja sada je satnik u britanskoj vojsci koji se nalazi na frontu i koji se neprestano svađa, kako s nadređenima, tako i s podređenima. Zadnja epizoda sezone toliko je dirljiva i osobita da je ušla u svjetske televizijske anale. Na kraju te epizode umiru svi glavni likovi osim generala Melchetta.

## Vanjske poveznice
- IMDb:
  - The Black Adder (1983) u internetskoj bazi filmova IMDb-a
  - Blackadder II (1986) u internetskoj bazi filmova IMDb-a
  - Blackadder the Third (1987) u internetskoj bazi filmova IMDb-a
  - Blackadder: The Cavalier Years (1988) u internetskoj bazi filmova IMDb-a
  - Blackadder's Christmas Carol (1988) u internetskoj bazi filmova IMDb-a
  - Blackadder Goes Forth (1989) u internetskoj bazi filmova IMDb-a
  - Blackadder: Back & Forth (1999) u internetskoj bazi filmova IMDb-a